# Ceropegia cycniflora
Ceropegia cycniflora är en oleanderväxtart som beskrevs av Robert Allen Dyer. Ceropegia cycniflora ingår i släktet Ceropegia och familjen oleanderväxter. Inga underarter finns listade i Catalogue of Life.